# Salomon Olembé
René Salomon Olembé-Olembé (Yaoundé, 8 december 1980) is een Kameroens voetballer die bij voorkeur als middenvelder speelt. Hij maakte in 1997 zijn debuut in het Kameroens voetbalelftal.

## Carrière
| Seizoen        | Club                | Land        | Competitie     | Wed. | Goals |
| -------------- | ------------------- | ----------- | -------------- | ---- | ----- |
| 1997/98        | FC Nantes           | Frankrijk   | Eerste divisie | 9    | 0     |
| 1998/99        | FC Nantes           | Frankrijk   | Ligue 1        | 29   | 1     |
| 1999/00        | FC Nantes           | Frankrijk   | Ligue 1        | 22   | 2     |
| 2000/01        | FC Nantes           | Frankrijk   | Ligue 1        | 30   | 4     |
| 2001/02        | FC Nantes           | Frankrijk   | Ligue 1        | 13   | 0     |
| 2001/02        | Olympique Marseille | Frankrijk   | Ligue 1        | 8    | 0     |
| 2002/03        | Olympique Marseille | Frankrijk   | Ligue 1        | 27   | 1     |
| 2003/04        | Olympique Marseille | Frankrijk   | Ligue 1        | 1    | 0     |
| 2003/04        | Leeds United        | Engeland    | Premier League | 12   | 0     |
| 2004/05        | Olympique Marseille | Frankrijk   | Ligue 1        | 24   | 0     |
| 2005/06        | Olympique Marseille | Frankrijk   | Ligue 1        | 1    | 0     |
| 2005/06        | Al Rayyan           | Qatar       | Qatari League  | 14   | 3     |
| 2006/07        | Olympique Marseille | Frankrijk   | Eerste divisie | 14   | 0     |
| 2007/08        | Wigan Athletic      | Engeland    | Premier League | 8    | 0     |
| 2008/09        | Kayserispor         | Turkije     | Süper Lig      | 16   | 1     |
| 2009/10        | AE Larissa 1964     | Griekenland | Super League   | ..   | ..    |
| Totaal         | Totaal              | Totaal      | Totaal         | 228  | 12    |
| Bijgewerkt tot | 9 april 2015        |             |                |      |       |

| Interlands van Salomon Olembé voor Kameroen | Interlands van Salomon Olembé voor Kameroen | Interlands van Salomon Olembé voor Kameroen | Interlands van Salomon Olembé voor Kameroen | Interlands van Salomon Olembé voor Kameroen | Interlands van Salomon Olembé voor Kameroen |
| №                                           | Datum                                       | Wedstrijd                                   | Uitslag                                     | Competitie                                  | Goals                                       |
| ------------------------------------------- | ------------------------------------------- | ------------------------------------------- | ------------------------------------------- | ------------------------------------------- | ------------------------------------------- |
| 1                                           | 20.10.1997                                  | Martinique – Kameroen                       | 2 – 1                                       | Oefeninterland                              | Goal                                        |
| 2                                           | 22.10.1997                                  | Cuba – Kameroen                             | 1 – 1                                       | Oefeninterland                              |                                             |
| 3                                           | 15.11.1997                                  | Engeland – Kameroen                         | 2 – 0                                       | Oefeninterland                              |                                             |
| 4                                           | 22.12.1997                                  | Egypte – Kameroen                           | 2 – 0                                       | Oefeninterland                              |                                             |
| 5                                           | 28.01.1998                                  | Kameroen – Angola                           | 1 – 0                                       | Oefeninterland                              |                                             |
| 6                                           | 01.02.1998                                  | Ivoorkust – Kameroen                        | 1 – 0                                       | Oefeninterland                              |                                             |
| 7                                           | 07.02.1998                                  | Burkina Faso – Kameroen                     | 0 – 1                                       | Africa Cup                                  |                                             |
| 8                                           | 20.02.1998                                  | Kameroen – Congo-Kinshasa                   | 1 – 0                                       | Africa Cup                                  |                                             |
| 9                                           | 27.05.1998                                  | Nederland – Kameroen                        | 0 – 0                                       | Oefeninterland                              |                                             |
| 10                                          | 11.06.1998                                  | Oostenrijk – Kameroen                       | 1 – 1                                       | WK-eindronde                                |                                             |
| 11                                          | 17.06.1998                                  | Italië – Kameroen                           | 3 – 0                                       | WK-eindronde                                |                                             |
| 12                                          | 23.06.1998                                  | Chili – Kameroen                            | 1 – 1                                       | WK-eindronde                                |                                             |
| 13                                          | 04.10.1998                                  | Kameroen – Ghana                            | 1 – 3                                       | Africa Cup-kwalificatie                     | Goal                                        |
| 14                                          | 23.01.1999                                  | Eritrea – Kameroen                          | 0 – 0                                       | Africa Cup-kwalificatie                     |                                             |
| 15                                          | 28.02.1999                                  | Kameroen – Mozambique                       | 1 – 0                                       | Africa Cup-kwalificatie                     |                                             |
| 16                                          | 11.04.1999                                  | Mozambique – Kameroen                       | 1 – 6                                       | Africa Cup-kwalificatie                     |                                             |
| 17                                          | 05.06.1999                                  | Kameroen – Eritrea                          | 1 – 0                                       | Africa Cup-kwalificatie                     |                                             |
| 18                                          | 22.01.2000                                  | Ghana – Kameroen                            | 1 – 1                                       | Africa Cup                                  |                                             |
| 19                                          | 28.01.2000                                  | Kameroen – Ivoorkust                        | 3 – 0                                       | Africa Cup                                  |                                             |
| 20                                          | 31.01.2000                                  | Kameroen – Togo                             | 0 – 1                                       | Africa Cup                                  |                                             |
| 21                                          | 06.02.2000                                  | Kameroen – Algerije                         | 2 – 1                                       | Africa Cup                                  |                                             |
| 22                                          | 10.02.2000                                  | Kameroen – Tunesië                          | 3 – 0                                       | Africa Cup                                  |                                             |
| 23                                          | 13.02.2000                                  | Nigeria – Kameroen                          | 2 – 2                                       | Africa Cup                                  |                                             |
| 24                                          | 19.04.2000                                  | Kameroen – Somalië                          | 3 – 0                                       | WK-kwalificatie                             |                                             |
| 25                                          | 23.04.2000                                  | Kameroen – Somalië                          | 3 – 0                                       | WK-kwalificatie                             | Goal                                        |
| 26                                          | 04.10.2000                                  | Frankrijk – Kameroen                        | 1 – 1                                       | Oefeninterland                              |                                             |
| 27                                          | 28.01.2001                                  | Togo – Kameroen                             | 0 – 2                                       | WK-kwalificatie                             |                                             |
| 28                                          | 25.02.2001                                  | Kameroen – Zambia                           | 1 – 0                                       | WK-kwalificatie                             |                                             |
| 29                                          | 22.04.2001                                  | Kameroen – Libië                            | 1 – 0                                       | WK-kwalificatie                             |                                             |
| 30                                          | 06.05.2001                                  | Angola – Kameroen                           | 2 – 0                                       | WK-kwalificatie                             |                                             |
| 31                                          | 25.05.2001                                  | Zuid-Korea – Kameroen                       | 0 – 0                                       | Oefeninterland                              |                                             |
| 32                                          | 31.05.2001                                  | Brazilië – Kameroen                         | 2 – 0                                       | FIFA Confederations Cup                     |                                             |
| 33                                          | 02.06.2001                                  | Japan – Kameroen                            | 2 – 0                                       | FIFA Confederations Cup                     |                                             |
| 34                                          | 04.06.2001                                  | Kameroen – Canada                           | 2 – 0                                       | FIFA Confederations Cup                     |                                             |
| 35                                          | 01.07.2001                                  | Kameroen – Togo                             | 2 – 0                                       | WK-kwalificatie                             |                                             |
| 36                                          | 14.11.2001                                  | Polen – Kameroen                            | 0 – 0                                       | Oefeninterland                              |                                             |
| 37                                          | 20.01.2002                                  | Kameroen – Congo-Kinshasa                   | 1 – 0                                       | Africa Cup                                  |                                             |
| 38                                          | 25.01.2002                                  | Kameroen – Ivoorkust                        | 1 – 0                                       | Africa Cup                                  |                                             |
| 39                                          | 29.01.2002                                  | Kameroen – Togo                             | 3 – 0                                       | Africa Cup                                  | Goal                                        |
| 40                                          | 04.02.2002                                  | Kameroen – Egypte                           | 1 – 0                                       | Africa Cup                                  |                                             |
| 41                                          | 07.02.2002                                  | Mali – Kameroen                             | 0 – 3                                       | Africa Cup                                  | Goal · Goal                                 |
| 42                                          | 10.02.2002                                  | Kameroen – Senegal                          | 0 – 0                                       | Africa Cup                                  |                                             |
| 43                                          | 27.03.2002                                  | Kameroen – Argentinië                       | 2 – 2                                       | Oefeninterland                              |                                             |
| 44                                          | 17.04.2002                                  | Oostenrijk – Kameroen                       | 0 – 0                                       | Oefeninterland                              |                                             |
| 45                                          | 17.05.2002                                  | Denemarken – Kameroen                       | 2 – 1                                       | Oefeninterland                              |                                             |
| 46                                          | 26.05.2002                                  | Engeland – Kameroen                         | 2 – 2                                       | Oefeninterland                              |                                             |
| 47                                          | 01.06.2002                                  | Ierland – Kameroen                          | 1 – 1                                       | WK-eindronde                                |                                             |
| 48                                          | 06.06.2002                                  | Kameroen – Saoedi-Arabië                    | 1 – 0                                       | WK-eindronde                                |                                             |
| 49                                          | 11.06.2002                                  | Kameroen – Duitsland                        | 0 – 2                                       | WK-eindronde                                |                                             |
| 50                                          | 11.02.2003                                  | Kameroen – Ivoorkust                        | 0 – 3                                       | Oefeninterland                              |                                             |
| 51                                          | 27.03.2003                                  | Kameroen – Madagaskar                       | 2 – 0                                       | Oefeninterland                              |                                             |
| 52                                          | 30.03.2003                                  | Tunesië – Kameroen                          | 1 – 0                                       | Oefeninterland                              |                                             |
| 53                                          | 03.02.2004                                  | Kameroen – Egypte                           | 0 – 0                                       | Africa Cup                                  |                                             |
| 54                                          | 09.02.2005                                  | Kameroen – Senegal                          | 1 – 0                                       | Oefeninterland                              |                                             |
| 55                                          | 27.03.2005                                  | Kameroen – Soedan                           | 2 – 1                                       | WK-kwalificatie                             |                                             |
| 56                                          | 04.06.2005                                  | Benin – Kameroen                            | 1 – 4                                       | WK-kwalificatie                             |                                             |
| 57                                          | 19.06.2005                                  | Kameroen – Libië                            | 1 – 0                                       | WK-kwalificatie                             |                                             |
| 58                                          | 04.09.2005                                  | Ivoorkust – Kameroen                        | 2 – 3                                       | WK-kwalificatie                             |                                             |
| 59                                          | 08.10.2005                                  | Kameroen – Egypte                           | 1 – 1                                       | WK-kwalificatie                             |                                             |
| 60                                          | 21.01.2006                                  | Kameroen – Angola                           | 3 – 1                                       | Africa Cup                                  |                                             |
| 61                                          | 25.01.2006                                  | Kameroen – Togo                             | 2 – 0                                       | Africa Cup                                  |                                             |
| 62                                          | 29.01.2006                                  | Kameroen – Congo-Kinshasa                   | 2 – 0                                       | Africa Cup                                  |                                             |
| 63                                          | 04.02.2006                                  | Kameroen – Ivoorkust                        | 1 – 1                                       | African Cup                                 |                                             |
| 64                                          | 27.05.2006                                  | Nederland – Kameroen                        | 1 – 0                                       | Oefeninterland                              |                                             |
| 65                                          | 16.08.2006                                  | Kameroen – Guinee                           | 1 – 1                                       | Oefeninterland                              |                                             |
| 66                                          | 03.09.2006                                  | Rwanda – Kameroen                           | 0 – 3                                       | Africa Cup-kwalificatie                     |                                             |
| 67                                          | 07.10.2006                                  | Kameroen – Equatoriaal-Guinea               | 3 – 0                                       | Africa Cup-kwalificatie                     |                                             |
| 68                                          | 24.03.2007                                  | Kameroen – Liberia                          | 3 – 1                                       | Africa Cup-kwalificatie                     |                                             |

## Erelijst
FC Nantes
- Frans landskampioen

2001